# The Galloping Ace
The Galloping Ace er en amerikansk stumfilm fra 1924 af Robert N. Bradbury.

## Medvirkende
- Jack Hoxie som Jim Jordan
- Margaret Morris som Anne Morse
- Robert McKim som David Kincaid
- Frank Rice som Knack Williams
- Julia Brown som Louise Williams
- Dorothea Wolbert som Susie Williams
- Fred Humes som Fred